# Ковзання (матеріалознавство)

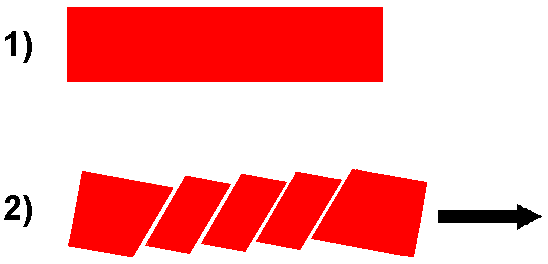
Схематичне зображення процесу ковзання.

Ковзання — переміщення однієї частини кристалу відносно іншої, під час якого кристалічна будова обох частин залишається незмінною. Ковзання відбувається, коли дотична напруга у площині ковзання досягає певного значення для даного матеріалу — так званого опору зсуву.
В області зсуву кристалічна решітка залишається такою ж, як і у обох частинах кристалу, і кожен атом у цій області переміщується на однакові відстані, які складають ціле число періодів повторюваності решітки.